# 三重野葵
三重野 葵（みえの あおい、1983年1月21日 - ）は、秋田県仙北市出身の舞台俳優。劇団わらび座所属。血液型A型。 

## 主な出演作品

### 舞台
- つばめ（脚本・演出／ジェームス三木）- 水島新三郎・丁好寛 役
- 春秋山伏記（原作／藤沢周平、脚本・演出／大関弘政）- 源吉 役
- ドクトル長英（脚本・演出／ジェームス三木）- 茂木恭一郎 役
- 百婆（原作／村田喜代子、脚本・演出／吉本哲雄）- 兼良 役
- 坊っちゃん！（脚本・演出／ジェームス三木）- 坊っちゃん 役
- 義経－平泉の夢！（脚本／齋藤雅文、演出／井上思、音楽／甲斐正人）- 佐藤忠信 役
- 火の鳥 鳳凰編（原作／手塚治虫、脚本・作詞／齋藤雅文、演出／栗山民也、音楽／甲斐正人）- 我王 役
- アトム（原案／手塚治虫、脚本・演出／横内謙介、音楽／甲斐正人）- トキオ・アズリ・タケ役
- おもひでぽろぽろ（2011年4月- 脚本／齋藤雅文、演出／栗山民也、音楽／甲斐正人）- トシオ役
- アテルイ－北の燿星（再演）（原作／高橋克彦、脚本／杉山義法、演出／中村哮夫、音楽／甲斐正人）- モレ役（新宿公演）
- ブッダ（原作／手塚治虫、脚本・作詞／齋藤雅文、演出／栗山民也、音楽／甲斐正人）- タッタ 役
- げんない－直武を育てた男（脚本・演出・作詞／横内謙介、音楽／深沢桂子）- 平賀源内 役